# Trematomus
Trematomus – rodzaj ryb z rodziny nototeniowatych (Nototheniidae).

## Klasyfikacja
Gatunki zaliczane do tego rodzaju:
- Trematomus newnesi